# Helena Hauff

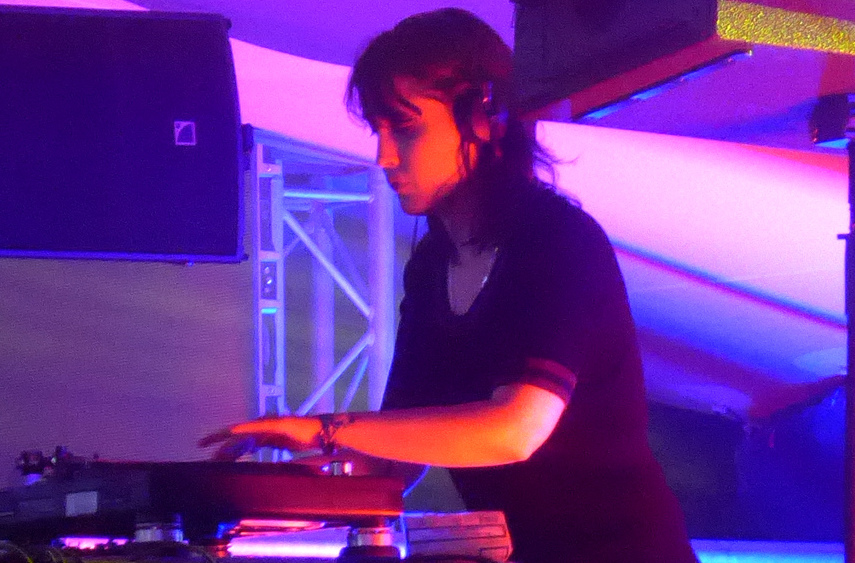
Helena Hauff

Helena Hauff ist eine deutsche Musikproduzentin und DJ, die in Hamburg lebt. Sie ist bekannt für ihre minimalistischen Techno- und Elektro-Tracks, die sie mit analogem Equipment aufnimmt. So arbeitet sie statt mit digitalen Programmen mit der analogen Drum Machine Roland TR-808. Ihre Musik ist beeinflusst von Acid House, EBM und Industrial. Mit Return To Disorder betreibt sie ein eigenes Label.

## Werdegang
Hauff hat Kunst, Physik und Systematische Musikwissenschaft in Braunschweig studiert. Nach einem Jahr Studium kehrte sie zurück in ihre Heimatstadt Hamburg und begann, als Resident im Golden Pudel Club aufzulegen. In Hamburg lernte sie den britischen Musiker Darren „Actress“ Cunningham kennen, als sie als Support für ihn spielte. Auf seinem Label Werkdiscs (gehört zu Ninja Tune) erschien 2013 ihre erste EP, Actio Reactio.
2015 kam ihr Debütalbum Discreet Desires, ebenfalls bei Werkdiscs, heraus, nachdem sie zuvor auch bei anderen Labels veröffentlicht hatte. Das Album erreichte Platz 19 auf der Liste der „20 besten EBM- und Elektro-Alben 2015“ des Rolling Stone.
2017 war sie die erste weibliche Gewinnerin des „Essential Mix of the Year“ von BBC Radio 1.
2018 veröffentlichte Hauff ihr zweites Album, Qualm, bei Ninja Tune. Qualm stieß auf ein breites Medienecho. Hauff wurde z. B. „Künstlerin der Woche“ beim Musikexpress und die Zeit war verwundert, dass eine so junge Musikerin sich für die „schmutzige Klangwelt des Technounderground früherer Tage“ interessiert. In der Spex wurde das Album als „mutig, ungeschönt, düster, grobkörnig“ bezeichnet, und sogar der Spiegel berichtete über den „Shootingstar der deutschen Technoszene“.
Helena Hauff hat in den letzten Jahren viele Auftritte als DJ absolviert, u. a. beim Dekmantel Festival, beim Sónar Festival und bei Primavera Sound. Sie trat dort neben den unterschiedlichsten Künstlern auf, wie Nina Kraviz, Jeff Mills und Moodymann, aber auch Tangerine Dream, Erykah Badu und Jarvis Cocker.

## Diskografie (Auswahl)
Studioalben
- 2015: Discreet Desires (Werk Discs, Ninja Tune)
- 2018: Qualm (Ninja Tune)

EPs
- 2013: Actio Reactio (Werk Discs, Ninja Tune)
- 2014: Return to Disorder (Panzerkreuz Records)
- 2014: Helena Hauff Meets Andreas Gehm (Solar One Music, mit Andreas Gehm)
- 2014: Shatter Cone (Lux Rec)
- 2015: Lex Tertia (Ninja Tune, Werk Discs)
- 2017: Have You Been There, Have You Seen It (Ninja Tune)
- 2019: Living With Ants (Return To Disorder)
- 2020: Futuros Ep (Solar One Music, mit The Exaltics)
- 2022: Living With Ladybirds (fabric Originals)
- 2024: Multiply Your Absurdities (Tresor Records)

Singles
- 2015: Sworn to Secrecy Part II
- 2015: L'Homme Mort

Andere Veröffentlichungen
- 2015: A Tape (Handmade Birds)
- 2015: Flächenbrand Mix (DJ mix)